# Бульбоуретральные железы
Бульбоуретральные железы, также называемые куперовыми железами по имени английского анатома Уильяма Купера (ок. 1666—1709), — две мелкие железы внешней секреции в репродуктивной системе мужчин, плотной консистенции, овальной формы, диаметром 0,3—0,8 см. Бульбоуретральные железы расположены в толще глубокой поперечной мышцы промежности — мочеполовой диафрагмы, у основания полового члена — заднего конца луковицы полового члена, сзади и по бокам от перепончатой части мочеиспускательного канала, между двумя слоями фасций мочеполовой диафрагмы, в глубине промежностного углубления. Они покрыты поперечными волокнами мембранозной мышцы сфинктера мочеиспускательного канала.

## Строение
Бульбоуретральные железы — сложные альвеолярно-трубчатые железы. Каждая железа размером с горошину состоит из нескольких долек, охваченных вместе фиброзной оболочкой. Каждая долька включает ряд гроздей, выстланных столбчатыми эпителиальными клетками, открывающимися в проток, который соединяется с протоками других долек для того, чтобы образовать единый экскреторный проток. Длина этого протока приблизительно составляет 2,5 см, он открывается в мочеиспускательном канале у основания полового члена. Выводные протоки бульбоуретральных желёз выстланы частично однорядным, частично многорядным и многослойным эпителием. По мере старения эти железы постепенно уменьшаются в размере.
Секреторные отделы бульбоуретральных желёз имеют многочисленные расширения (альвеолы). Выделяющие слизь клетки (экзокриноциты) в расширенных альвеолах имеют чаще всего уплощённую форму, а в других отделах — кубическую или призматическую; ядра экзокриноцитов располагаются базально. В данных клетках содержатся капельки мукоида и кристаллоподобные заострённые палочковидные включения (такие включения встречаются и в просвете желёз). Между секреторными отделами присутствуют прослойки рыхлой волокнистой соединительной ткани, содержащей пучки гладких мышечных клеток.
Снабжение бульбоуретральных желёз кровью происходит через ветви внутренних половых артерий. Отток венозной крови осуществляется через вены луковицы полового члена.

## Функция бульбоуретральной железы
У мужчины, испытывающего половое возбуждение, каждая железа выделяет прозрачный, вязкий секрет (предэякулят). Данная жидкость имеет щелочную реакцию и содержит многочисленные ферменты и слизь. Она помогает смазать мочеиспускательный канал для прохождения по нему сперматозоидов, защищает от раздражения мочой слизистую оболочку мочеиспускательного канала, нейтрализует следы кислой мочи в уретре и помогает удалить любую остаточную мочу или посторонние примеси. Объём выделяемого бульбоуретральными железами предэякулята может варьировать от нескольких капель до 5 мл и более.